# Xavier Turull i Creixell
Xavier Turull i Creixell (Barcelona, 4 de març de 1922 - 22 de gener de 2000) va ser un reconegut violinista i compositor català.

## Biografia
Va estudiar amb Joan Massià, Antoni Brossa, Yehudi Menuhin i Pau Casals. Durant la seva vida va compaginar de forma paral·lela les tasques com a pedagog, compositor i intèrpret. La seva trajectòria pedagògica va començar a Colòmbia on va ser professor de violí i música de cambra a la Universitat del Cauca des del 1947 fins al 1950. Després de Colòmbia va anar-se'n a l'Argentina on també hi va treballar com a docent fins al 1955, any que va tornar a Barcelona. No va ser fins al 1966 que va aconseguir la càtedra de violí al Conservatori de Música de Barcelona i la direcció del mateix centre entre els anys 1977 i 1982. Va morir a Barcelona, el 22 de gener de 2000.
Va formar part en múltiples ocasions dels jurats de concursos internacionals de violí com ara: Paganini (Gènova), Jacques Thibaud (París), Wieniaswski (Lubin) i Brescia (Itàlia). Va fer cursos magistrals d'interpretació a Glasgow (Escòcia, 1977), a Lancut (Polònia, 1981) i a l'Estat espanyol, i va ser catedràtic del Conservatori Municipal de Música de Barcelona, del que també va ser director (1977-1982); també va ser membre del Consell d'Ensenyament de la Generalitat de Catalunya i president de la branca espanyola de TESTA. Com a concertista ha fet diverses audicions integrals de Sonates (Bach, 1960; Beethoven, 1962-63; Schumann, 1967; Brahms, 1966) i interpretacions d'obres per a dos violins amb Ruggiero Ricci. Va fer concerts a Amèrica i a Europa amb estrenes i primeres audicions d'obres contemporànies (Sonates de Poulenc, Homs, Granados, Balada, i concerts de Gerhard, Ginastera, Garreta).
Va estrenar a Barcelona el concert de Robert Gerhard el dia 7 de febrer del 1964 amb l'Orquestra Municipal de Barcelona dirigida pel mestre Rafael Ferrer. És enterrat al Cementiri de Sant Gervasi.

## Obres

### Música vocal
- "L'amor incert": original per a soprano i piano (1982); versió per a soprano i orquestra de cambra (1982). Basada en els textos de Rosa Leveroni.
- "Poema": per a veu i piano (1985).
- "Cogitació": per a soprano i orquestra de cambra (1989).
- "Quartet en forma coral": per a cor (1995).
- "L'ombra i l'espill": per a cor (1995).
- "Rere del Mur": per a soprano i quartet de cordes, guanyadora del premi Eduard Toldrà de la Generalitat de Catalunya (1983).

### Música instrumental
- "Elegia (damunt de tu només les flors)": per a violí i piano (1963).
- "Llegenda": per a violí (1965).
- "Trama 12 x 12" (violí sol), finalista en el concurs Wieniawsky (Polònia, 1977).
- "Cançó i dansa nº1": per a violí i piano (1981).
- "Sis cants intranscendents": per a violí i piano (1982); versió per a violí i orquestra de cambra (1983).
- "Cançó i dansa": per a quartet de corda (1988).
- "Divertimento": per a violí (1988).
- "Farfalle": per a piano (1989).
- "Tríptic tonal": per a clarinet i orquestra de cambra (1989)
- "Wiersz", poema concertant per a violí i orquestra de corda (1993).
- "Tramesa a Cuixart": per a tres pianos (1994).
- "Gneis": per a violí i orquestra de cambra (1995)
- "Ronda", concert per a guitarra i orquestra (1995).
- "Variacions sobre un tema de Granados": per a piano (1996).

## Honors
- Premi Eduard Toldrà 1983[6]
- Sala Xavier Turull - al Palau de Congressos de Salou[7]